# 克日什托夫·科沃曼斯基
克日什托夫·科沃曼斯基（波蘭語：Krzysztof Kołomański，1973年8月16日—），波兰男子皮划艇运动员。他曾代表波兰参加1992年、1996年和2000年夏季奥林匹克运动会皮划艇比赛，其中2000年奥运会获得一枚银牌。